# KTM-2
KTM-2 byl typ sovětské jednosměrné dvounápravové a dvoudveřové tramvaje. KTM-2 bylo označení motorového vozu soupravy; za něj byl obvykle připřahován ještě vůz vlečný s označením KTP-2 (КТП-2). Vozy vycházely ze svého předchůdce, typu KTM-1 (rozdíly mezi oběma nejsou velké).
Tramvaje tohoto typu vyvinul závod UKVZ v roce 1957; o rok později opustil brány závodu první prototyp. Mezi lety 1960 a 1969 pak probíhala výroba sériově (tyto série se samozřejmě lišily; změn se dočkal hlavně interiér). KTM-2 jezdily například v Oděse, Kolomně či Charkově ještě v 80. letech; definitivně jejich provoz skončil roku 1987. Nástupcem se staly KTM-5, které byly již vhodnější a lépe vyhovovaly mnohým nárokům (převážně díky tomu, že byly čtyřnápravové).